# Blasiistraße 26 (Quedlinburg)

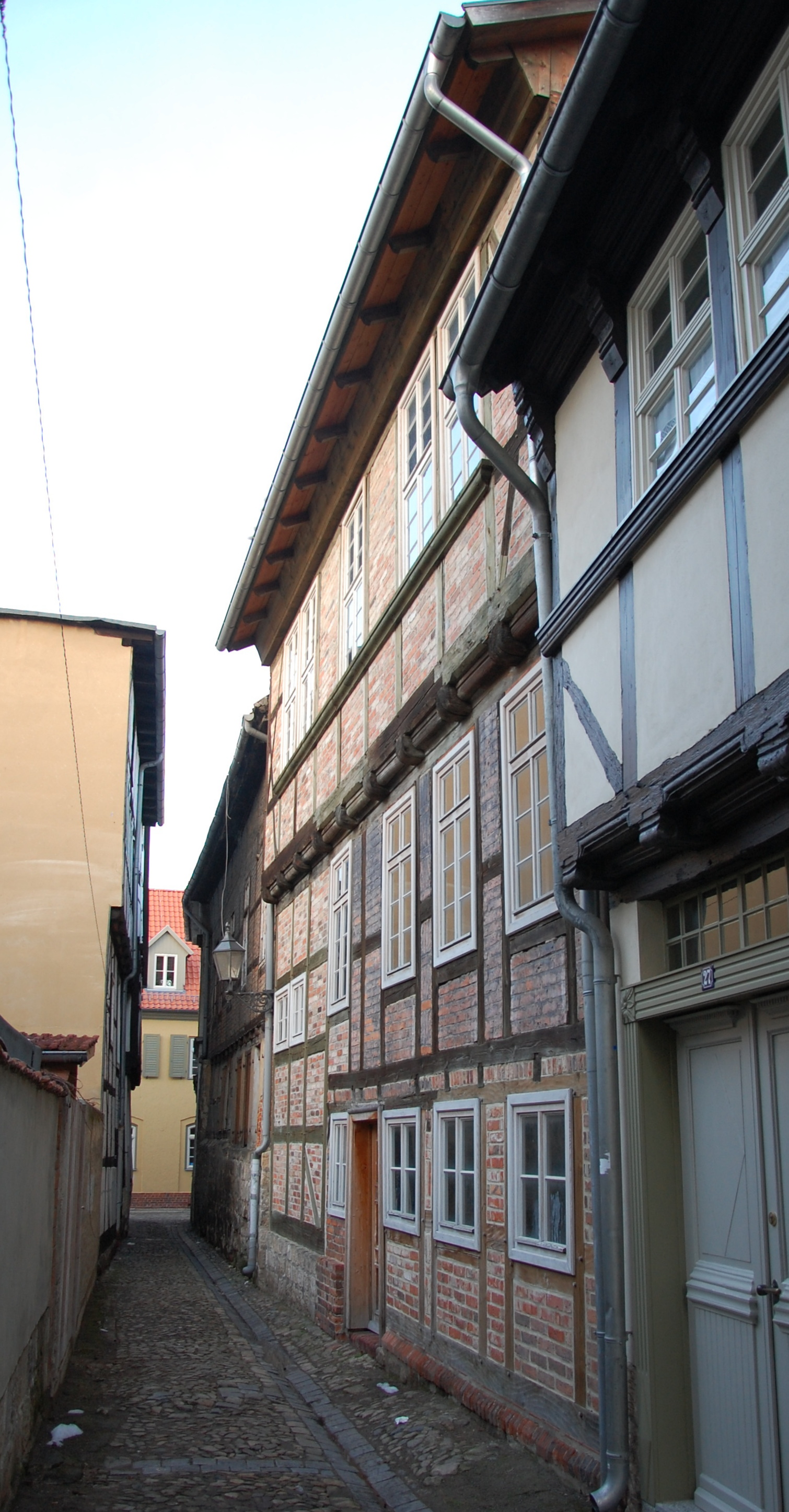
Haus Blasiistraße 26

Das Haus Blasiistraße 26 ist ein ehemals denkmalgeschütztes Gebäude in der Stadt Quedlinburg in Sachsen-Anhalt.

## Lage
Es befindet sich auf der Ostseite einer kleinen zur Blasiistraße gehörenden Gasse, die von der Blasiistraße zur nördlich gelegenen Hohen Straße führt. Etwas weiter östlich liegt der Quedlinburger Marktplatzes. Das Gebäude gehört zum UNESCO-Weltkulturerbe und war im Quedlinburger Denkmalverzeichnis unter der Erfassungsnummer 094 45533 als Wohnhaus eingetragen. Südlich grenzt das denkmalgeschützte Haus Blasiistraße 27 an.

## Architektur und Geschichte
Das heute dreigeschossige Fachwerkhaus entstand zunächst als nur zweigeschossiges Gebäude und diente möglicherweise als Wirtschaftsbau. Die beiden Geschosse wurden in Ständerbauweise errichtet. Um 1680 erfolgte die Aufstockung, zugleich wurde das Haus umgebaut.
Ende des 20. Jahrhunderts war das Gebäude dringend sanierungsbedürftig und wurde dann instand gesetzt. Die Eintragung im Denkmalverzeichnis wurde jedoch gelöscht.